# Pašman

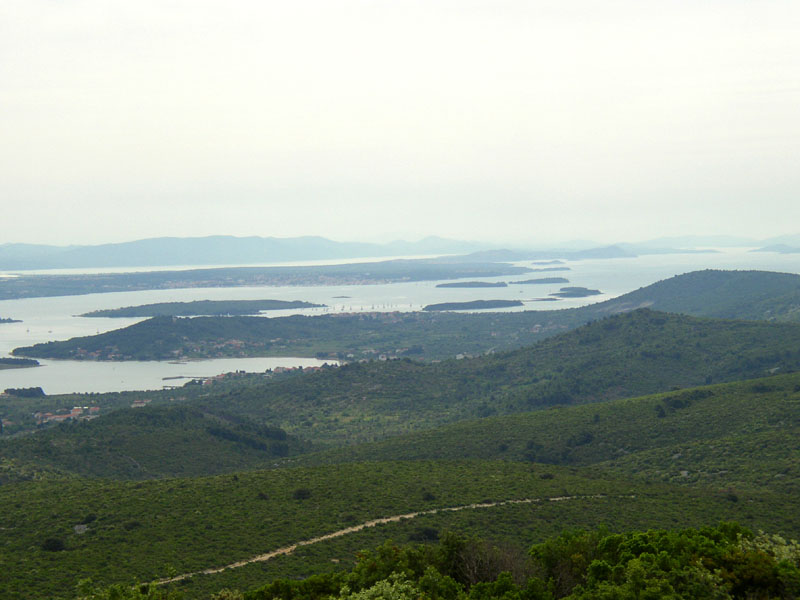
Pašman sedd från Bokolja.

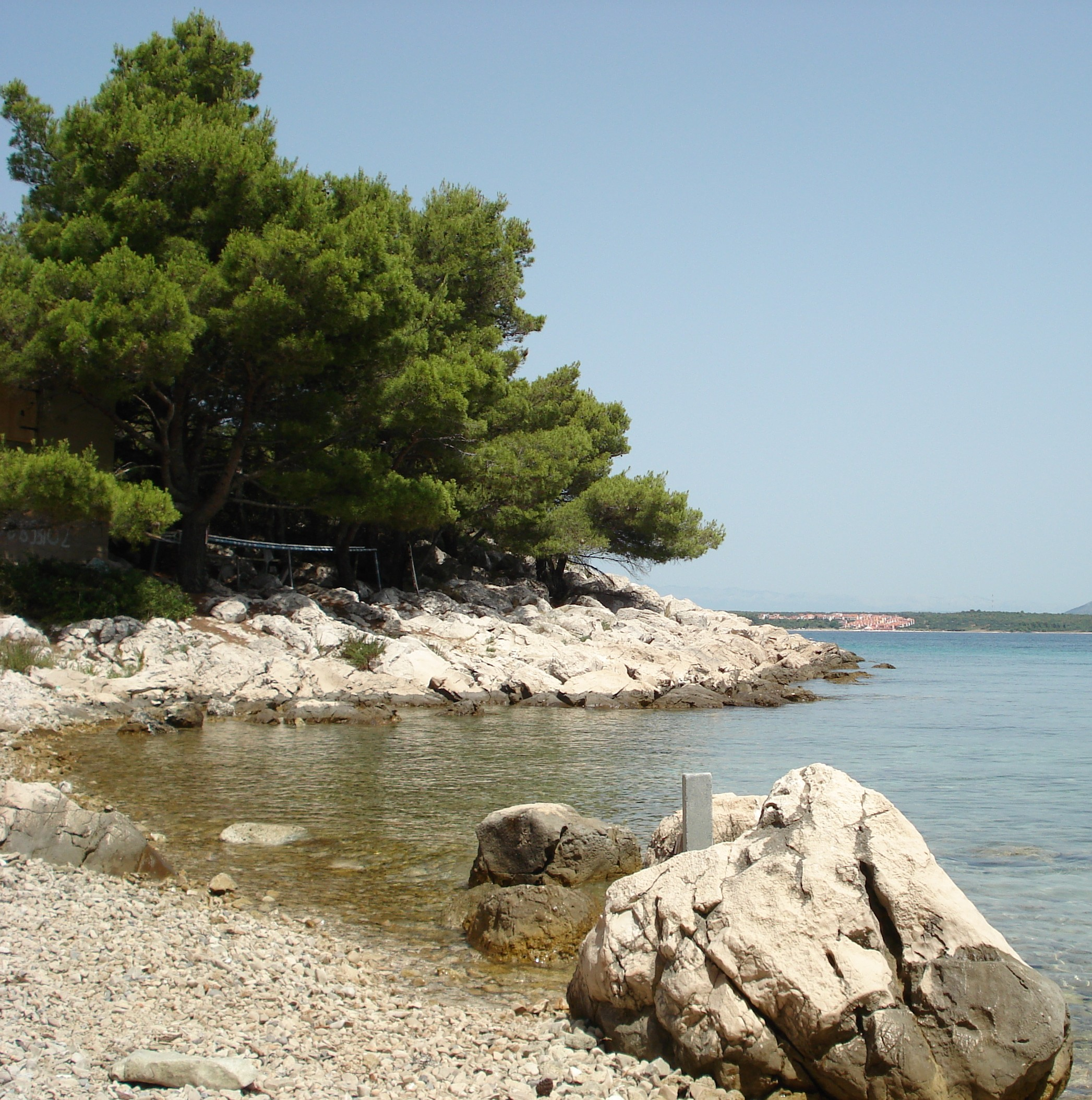
En av Pašmans många stränder.

Pašman (tyska: Pasmann) är en ö i skärgården söder om Zadar vid Kroatiens kust till Adriatiska havet. Den omges av öarna Ugljan, Iž, Dugi otok och Kornati. Det bor 2004 personer i kommunen Pašman (2001). Det finns 11 byar på Pašman, från sydöst till nordväst: Tkon, Ugrinić, Kraj, Pašman, Mali Pašman, Barotul, Mrljane, Neviđane, Dobropoljana, Banj och Ždrelac. 
Bland alla öar i den kroatiska skärgården är det Pašman som har den största gröna ytan med tanke på dess totala yta. Det är dessutom den tolfte största ön i den kroatiska skärgården.